# Nina Benner-Anderson
Nina Amanda Constantia Benner-Anderson, de soltera Åhlande (Landskrona, 30 de mayo de 1865-Västerås, 26 de marzo de 1947) fue una enfermera, activista por los derechos de las mujeres, sufragista, pacifista y política sueca. En 1906, fundó la sede de Västerås de la Asociación Nacional para el Sufragio Femenino (Landsföreningen för kvinnans politiska rösträtt o LKPR) de cuya junta directiva pasó a formar parte en 1909. En 1912 fue la primera mujer elegida concejal del Ayuntamiento de Västerås. Benner-Anderson fue una de las delegadas suecas en la Conferencia de Paz de Mujeres de 1915 en La Haya y siguió apoyando la causa de la paz en las décadas de 1920 y 1930. También fue políticamente activa en la Asociación Nacional de Mujeres Librepensadoras y fue miembro durante un tiempo de la Asociación de Mujeres Liberales (Frisinnade Kvinnors Riksförbund).

## Biografía
Hija de Johanna Carolina, de soltera Nilsson, y de Carl Magnus Åhlander, Nina fue la mayor de cuatro hermanos. Al morir su padre cuando ella tenía diez años, la familia se trasladó a Lund, donde asistió a una escuela privada. Ocho años después falleció su madre y paso tres años cuidando de sus hermanos, hasta que se trasladó a Estocolmo para estudiar enfermería en la Drottningens sjuksköterskeskola de 1886 a 1887. Tras obtener su diploma, trabajó como enfermera en la misma escuela durante los cinco años siguientes, dos de los cuales trabajó como enfermera en la planta de siderurgia de Domnarvets.
Mientras cursaba sus estudios, conoció al ingeniero Gustaf Anderson con quien se casó en 1883 y tuvieron cuatro hijos. Hacia 1905 se establecieron en Västerås, donde Benner-Anderson se implicó en los movimientos por los derechos de las mujeres, la templanza y la paz. En 1906 fue cofundadora de la asociación sufragista local (Föreningen för kvinnans politiska rösträtt i Västerås o FKPR). Fue elegida miembro de la junta directiva en 1909 y se convirtió en presidenta en 1912. Ese mismo año se presentó como la principal candidata femenina al consejo municipal y fue elegida, convirtiéndose en la primera mujer concejal de la ciudad. Fue reelegida en 1916, año en el que también fue elegida presidenta de la sección local de la Asociación Nacional para el Sufragio Femenino (Landsföreningen för kvinnans politiska rösträtt o LKPR). Tras la muerte de su marido en 1918, se trasladó con sus hijos a Bromma, en Estocolmo.
Benner-Anderson también estuvo profundamente comprometida con el movimiento pacifista. En 1912, mientras participaba en el movimiento por la templanza White Ribbon, creó una sección dedicada al trabajo por la paz. Su participación como una de las delegadas suecas en el Congreso Internacional de Mujeres de La Haya de 1915, la llevó a formar parte del consejo de la sección sueca de la Liga Internacional de Mujeres por la Paz y la Libertad, cargo que desempeñó hasta 1922, y en cuya representación participó en la conferencia de Frankfurt sobre métodos de guerra modernos en 1929. En 1935 apoyó el Movimiento Sueco Primero de Septiembre (Första September-Rörelsen).
Nina Benner-Anderson falleció el 26 de marzo de 1947 en Västerås, a la edad de 81 años. Fue enterrada en el Östra kyrkogården (Cementerio del este) de la ciudad.